# 奲都
奲都（1057年—1062年）是西夏毅宗李諒祚的第四個年號，共計6年。

## 改元
- 1057年——改元奲都。[3]
- 1063年——改元拱化。[4]

## 纪年對照表
| 奲都 | 元年     | 二年     | 三年     | 四年     | 五年     | 六年     |
| ---- | -------- | -------- | -------- | -------- | -------- | -------- |
| 公元 | 1057年   | 1058年   | 1059年   | 1060年   | 1061年   | 1062年   |
| 干支 | 丁酉     | 戊戌     | 己亥     | 庚子     | 辛丑     | 壬寅     |
| 宋朝 | 嘉祐二年 | 嘉祐三年 | 嘉祐四年 | 嘉祐五年 | 嘉祐六年 | 嘉祐七年 |

## 同期存在的其他政權年號
- 中國
  - 嘉祐（1056年－1063年）：宋—宋仁宗趙禎之年號
  - 清寧（1055年－1064年）：契丹—遼道宗耶律洪基之年號
  - 政安（1053年－1061年）：大理—段思廉之年號
  - 正德（1062年－1073年）：大理—段思廉之年號
- 越南
  - 龍瑞太平（1054年－1058年）：李朝—李日尊之年號
  - 彰聖嘉慶（1059年－1066年）：李朝—李日尊之年號
- 日本
  - 天喜（1053年－1058年）: 後冷泉天皇之年號
  - 康平（1058年－1065年）: 後冷泉天皇之年號

## 深入閱讀
- 李崇智. . 北京: 中華書局. 2004年12月. ISBN 7101025129.
- 鄧洪波. . 臺北: 國立臺灣大學東亞經典與文化研究計劃. 2005年3月  [2021-12-07]. ISBN 9789860005189. （原始内容 (pdf)存档于2007-08-25）.
- 長部和雄.  (PDF). 東京: 京都大學. 1933年7月1日  [2021年12月18日]. ISBN. （原始内容 (pdf)存档于2021年12月9日）.
- 長部和雄.  (PDF). 東京: 京都大學. 1933年10月1日  [2021年12月18日]. ISBN. （原始内容 (pdf)存档于2021年12月18日）.

## 參看
- 中國年號索引

| 前一年號： 福圣承道 | 西夏年号 | 下一年號： 拱化 |